# Szpital MSWiA w Bydgoszczy

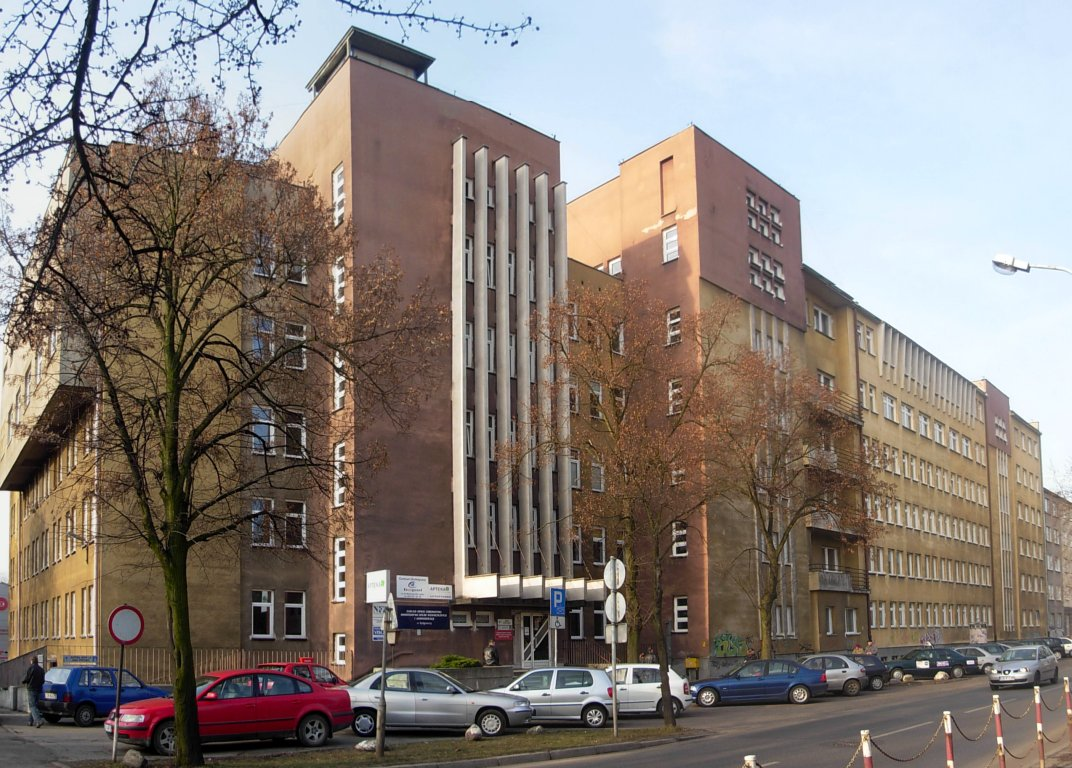
Szpital w 2010 roku

Samodzielny Publiczny Wielospecjalistyczny Zakład Opieki Zdrowotnej Ministerstwa Spraw Wewnętrznych i Administracji w Bydgoszczy – szpital resortowy w Bydgoszczy, położony w centrum miasta.

## Charakterystyka
W 2012 roku w szpitalu hospitalizowanych było ok. 7 tys. pacjentów, 72 tysięcy osób korzystało z pomocy szpitalnych poradni, a na Oddziale Położniczym przyszło na świat ok. 1,7 tys. dzieci. Placówka zapewnia usługi medyczne w zakresie podstawowej opieki zdrowotnej: specjalistycznej, stomatologii, rehabilitacji, medycyny pracy, diagnostyki laboratoryjnej oraz diagnostyki obrazowej. W strukturze lecznicy funkcjonuje 6 oddziałów, 2 zakłady: opiekuńczo-leczniczy i rehabilitacji, poradnie specjalistyczne oraz apteka ogólnodostępna. 
Organem tworzącym dla szpitala jest Ministerstwo Spraw Wewnętrznych i Administracji.

## Historia
Szpital powstał 7 listopada 1947 jako placówka Wojewódzkiego Urzędu Bezpieczeństwa Publicznego. Początkowo składał się z budynku przy ul. Markwarta 6 i dwóch pięter sąsiedniego budynku przy ul. Markwarta 4. Szpital posiadał wówczas 88 łóżek. Składał się z oddziałów: chirurgicznego, ginekologiczno-położniczego, skórno-wenerologicznego i wewnętrznego. W 1962 r. w miejsce oddziału skórno-wenerologicznego powołano oddział neurologiczny. W latach 1966-1967 wybudowano łącznik między budynkami Markwarta 4 i 6. W 1973 r. szpital jako pierwszy spośród placówek podległych Ministerstwu Spraw Wewnętrznych pozyskał oddział Intensywnej Opieki Medycznej. W 1975 r. z oddziału chirurgicznego powstał ortopedyczny (do 2000), natomiast w 1993 r. powołano oddział ginekologiczny. Po rozbudowie pod koniec lat 80. szpital liczył 127 łóżek.
Szpital zapewniał opiekę medyczną nad pracownikami resortu MSW (policja), uwzględniając specyfikę potrzeb zdrowotnych tej grupy zawodowej. Po 1990 r. świadczy usługi wszystkim pacjentom, bez ograniczeń zawodowych. 

### Nazwy
- 1947–1954 – Szpital Wojewódzkiego Urzędu Bezpieczeństwa Publicznego w Bydgoszczy
- 1954–1997 – Szpital Ministerstwa Spraw Wewnętrznych w Bydgoszczy
- 1997–2011 – Szpital Ministerstwa Spraw Wewnętrznych i Administracji w Bydgoszczy
- 2011–2017 – Samodzielny Publiczny Wielospecjalistyczny Zakład Opieki Zdrowotnej Ministerstwa Spraw Wewnętrznych w Bydgoszczy
- od 2017 – Samodzielny Publiczny Wielospecjalistyczny Zakład Opieki Zdrowotnej Ministerstwa Spraw Wewnętrznych i Administracji w Bydgoszczy

## Struktura organizacyjna

### Oddziały
- Izba przyjęć
- Oddział Kardiologiczny z Rehabilitacją Kardiologiczną
  - Pododdział Chorób Wewnętrznych
- Oddział Położnictwa, Patologii Ciąży i Ginekologii
  - Pododdział Neonatologiczny
- Oddział Chirurgii Ogólnej
  - Pododdział Urologiczny
  - Pododdział Ortopedyczny
- Oddział Intensywnej Opieki Medycznej i Anestezjologii z Blokiem Operacyjnym
- Oddział Neurologiczny i Rehabilitacji Neurologicznej
- Oddział Geriatrii

### Poradnie
- Poradnie Specjalistyczne
- Podstawowa Opieka Zdrowotna
- Stomatologia
- Rehabilitacja
- Medycyna pracy
- Poradnia Zdrowia Psychicznego
- Laboratorium
- Diagnostyka Obrazowa
- Położne środowiskowo-rodzinne
- Poradnia Dziecięca